# امواج زندگی
امواج زندگی (تایلندی: คลื่นชีวิต) (تحت نام جهانی Life's Waves یا Waves of Life (امواج زندگی) که در تایلند با عنوان کلوئن چیویت معروف است) سریال درام تایلندی محصول سال ۲۰۱۷ است که بازیگران اصلی سریال پرین سوپارات، اوراسایا سربند، لوئیس اسکات و جارینپورن جونکیات هستند. این سریال از روز ۲۳ ژانویه ۲۰۱۷ تا ۱۳ مارس ۲۰۱۷ (دوشنبه و سه شنبه هر هفته) از کانال ۳ پخش شد. این سریال بر اساس رمانی با همین نام ساخته شده است و همچنین بازساخته ای از نسخه کلوئن چیویت (امواج زندگی) محصول سال (۱۹۹۵) می باشد.